# الرعاية الصحية في فلسطين
الرعاية الصحية في دولة فلسطين هو مصطلح يُشير إلى مقدمي الرعاية الصحية الحكوميين والخاصين الذين يمكن للمقيمين في الأراضي الفلسطينية المحتلة الوصول إليها. منذ عام 1967، حدثت تحسينات في الوصول إلى الرعاية الصحية والظروف الصحية العامة العامة للمقيمين. إن التقدم في التدريب، وزيادة الوصول إلى أحدث التقنيات الطبية، ومختلف الأحكام الحكومية سمحت بزيادة نصيب الفرد من التمويل، وبالتالي زيادة الصحة العامة للسكان في المنطقة. بالإضافة إلى ذلك، ساهم تعزيز الوصول إلى المنظمات الدولية والتمويل منها مثل منظمة الصحة العالمية، والأمم المتحدة، ووزارة الصحة الفلسطينية، ومشروع المصرف الدولي للتعليم والتأهيل الصحي، في الوضع الحالي في قطاع الرعاية الصحية في الأراضي الفلسطينية. ومع ذلك، في حين أظهرت العديد من الجهود المبذولة لتعزيز حالة الشؤون الصحية
داخل الأراضي الفلسطينية تحسنًا، لا تزال هناك جهود يتعين بذلها. سيكون من الضروري مواصلة الجهود للتعرف على الحواجز الجيوسياسية ومعالجتها من أجل الاستمرار في تحقيق نجاح كبير في هذا المجال. وأخيرًا، سيكون من الضروري معالجة الاتجاهات الديموغرافية (السكانية) داخل المنطقة، مثل اختلاف معدلات الحمل ومعدلات الوفيات، لتعزيز الوضع الصحي الذي تواجهه الأراضي الفلسطينية. تتناول هذه المقالة كل من هذه القضايا بمزيد من التفصيل التوضيحي، مع إعطاء لمحة عامة عن التطورات القانونية والأخلاقية الرئيسة في مجال الرعاية الصحية داخل الأراضي الفلسطينية، ومناقشة المزيد من العقبات التي تواجه المنطقة بسبب الحواجز الهيكلية والسياسية.

## دولة فلسطين في التاريخ الحديث

### اتفاقات أوسلو وإنشاء السلطة الوطنية الفلسطينية
بين عامي 1993 و1995، توصلت دولة إسرائيل ومنظمة التحرير الفلسطينية إلى سلسلة من الاتفاقيات المعروفة مجتمعة باسم اتفاقيات أوسلو. وقد تم تسهيل الاتفاقيات من قبل المجتمع الدولي، بقيادة الولايات المتحدة والاتحاد الروسي. وأنشأت الاتفاقات سلطة وطنية فلسطينية تتمتع بالحكم الذاتي يمكنها إدارة الأراضي المحتلة. ونقلت الاتفاقات السلطة القضائية على الفلسطينيين الذين يعيشون في قطاع غزة والضفة الغربية من إسرائيل إلى السلطة الوطنية الفلسطينية، التي يدعو ميثاقها إلى إنشاء مجلس تشريعي منتخب ديمقراطياً يمكنه صياغة القوانين المتعلقة باحتياجات الفلسطينيين الاقتصادية والأمنية والتعليمية والصحية. غزة والضفة الغربية الفلسطينيين.

### إنشاء وزارة الصحة في السلطة الوطنية الفلسطينية
منذ عام 1967، قسم من الجيش الإسرائيلي المعروف باسم إدارة الصحة في الإدارة المدنية وكان مسؤولا عن الإشراف على الرعاية الصحية في الأراضي المحتلة. خلال هذا الوقت، دعم عمل هكذا بشكل كبير من قبل ثلاثة مصادر رئيسية أخرى للرعاية الصحية: المنظمات غير الحكومية والأمم المتحدة والقطاع الخاص. بعد وقت قصير من أوسلو الأولى وما رافقها من نقل للسلطة القضائية، أنشأت السلطة الوطنية الفلسطينية وزارة الصحة لإدارة الرعاية الصحية في غزة والضفة الغربية.

### الانفصال الفعلي لغزة عن السلطة الفلسطينية
حتى عام 2007، كانت سياسة الرعاية الصحية للسلطة الوطنية الفلسطينية قابلة للممارسة بشكل كامل في كل من الضفة الغربية وقطاع غزة. ومع ذلك، في معركة غزة عام 2007، قامت ميليشيات حماس بطرد جميع خصومها بالقوة من غزة، مما جعل غزة تحت سيطرة حماس بقوة.  وبالتالي، اعتبارًا من عام 2007، لم تمتد سيطرة السلطة الوطنية الفلسطينية إلى غزة بحكم الأمر الواقع. وعلى الرغم من افتقارها إلى السيطرة الفعلية، لا تزال السلطة الوطنية الفلسطينية تساهم ماليًا في الرعاية الصحية في غزة من خلال المساعدة في دفع رواتب بعض مسؤولي الصحة وإرسال الإمدادات الطبية.

## الأساس القانوني
ووفقاً للبنك الدولي، فإن الوثيقتين اللتين تشكلان الإطار القانوني للرعاية الصحية للسلطة الوطنية الفلسطينية هما الدستور الفلسطيني لعام 2003 وقانون الصحة العامة لعام 2004. ويشترط الدستور في مواده المتعلقة بالرعاية الصحية أن تنظم السلطة الوطنية الفلسطينية التأمين الصحي وتضمن الرعاية الصحية للفئات التالية من الناس: الجرحى، وأسرى الحرب، وأسر المقاومين القتلى، والمعاقين. بالإضافة إلى ذلك، يشمل قانون الصحة العامة لعام 2004 13 فصلاً و85 حكماً، ويغطي قضايا مثل صحة المرأة والطفل، ومكافحة الأمراض، والصحة البيئية، والبنية التحتية للصحة العامة. والأهم من ذلك، أن القانون يتطلب من وزارة الصحة تقديم أنواع معينة من الخدمات الصحية للفلسطينيين بما في ذلك الرعاية الوقائية والتشخيصية والعلاجية والتأهيلية والطارئة. وبالإضافة إلى إنشاء وزارة الصحة باعتبارها المصدر الحكومي لتوفير الرعاية الصحية، فإن القانون يسند إلى الوزارة مسؤولية تنظيم قطاعات الرعاية الصحية الثلاثة الأخرى.

### القطاع غير الحكومي

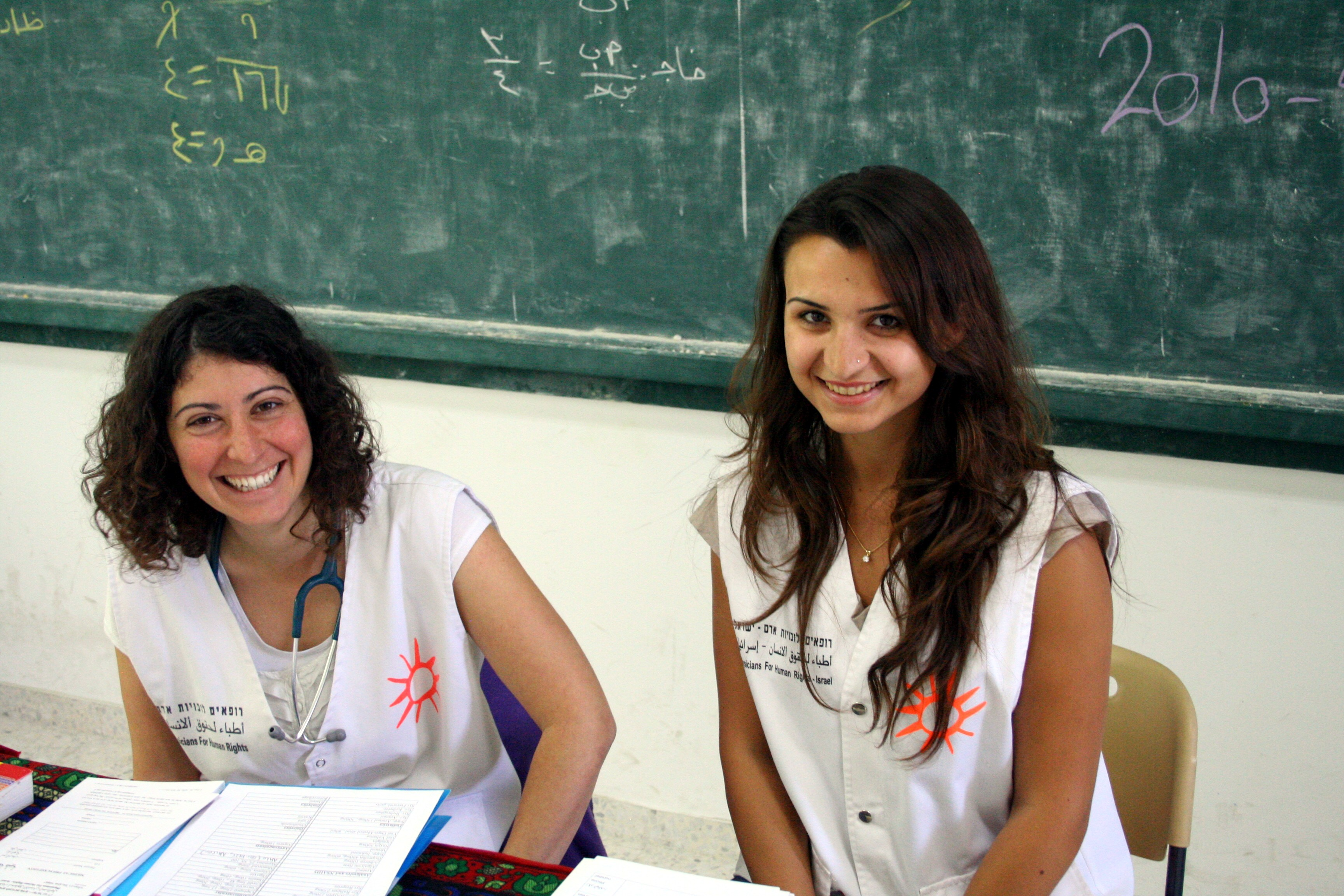
عيادة أطباء لحقوق الإنسان (جمعية) المتنقلة يوم طبي للنساء في قرية عزبة جراد قرب طولكرم، نيسان 2010

## بيانات عن نظام الرعاية الصحية الحالي في الأراضي الفلسطينية

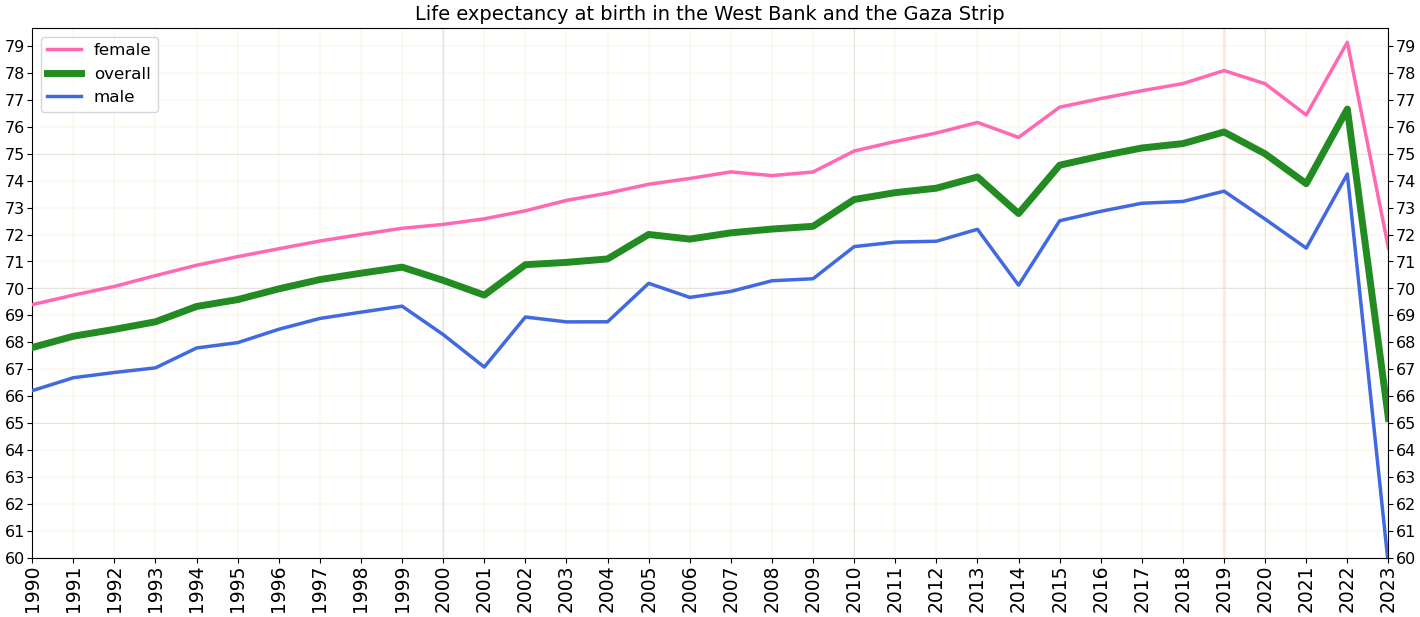
متوسط العمر المتوقع في فلسطين